# Якеменко, Василий Григорьевич
Васи́лий Григо́рьевич Якеме́нко (род. 27 мая 1971, Люберцы, Московская область) — российский общественный и государственный деятель, бизнесмен, первый руководитель федерального агентства Росмолодёжь (2007—2012), основатель, лидер и комиссар молодёжных движений «Идущие вместе» и «Наши» (2000—2013).

## Биография
- Отец — конструктор вертолётного КБ имени Камова[1]. Мать — переводчица[1]. По словам Якеменко, он родился в маленькой квартире, «где родители спали по очереди, в доме с 16 собаками», и несмотря на такие трудные условия жизни его родители решились на рождение детей[2]. Родной брат — Борис Якеменко (род. 12 августа 1966), историк, политолог, один из идеологов движений «Идущие вместе» и «Наши»[3].

- В 1980-е годы, по данным журнала «Огонёк», активно занимался тяжёлой атлетикой в том же тренажёрном зале в Люберцах, куда ходили представители популярного в те годы молодёжного движения люберов[4].
- В 1985 году вступил в ВЛКСМ. В те же годы, по данным бывшего руководителя российского Интерпола генерал-майора Владимира Овчинского, являлся «активным участником люберецкой группировки»[5].
- 1989—1991 годы — служил в Советской армии радиотелеграфистом, возглавлял комсомольскую ячейку[1][6][7].
- С 1992 года занимался бизнесом[1]. Работал финдиректором ряда строительных компаний, занимался лизингом вертолётов, был соучредителем и возглавлял фирмы в сфере издательской деятельности, торговли, проектирования и сборки вентиляторов[1][6].
- 1994 год — окончил вечернее отделение Государственного университета управления[1].

### Политическая деятельность
- В декабре 1999 года впервые появился в российской политике с открытым письмом от имени директора группы «Музыка лёжа» Якеменко В. Г., опубликованным на правах рекламы в газете «Известия», в котором обвинял сторонников Евгения Примакова в нанесении ему закрытой черепно-мозговой травмы[1].
- В начале 2000 года в течение двух месяцев работал в Администрации президента России, возглавляя отдел по связям с общественными организациями управления внутренней политики[6].
- В мае 2000 года создал новую общероссийскую общественную организацию содействия воспитанию молодёжи «Идущие вместе»[1][6][8], которая получила известность благодаря массовым акциям в поддержку Владимира Путина[1] и скандальным акциям, направленным против писателей Сорокина, Пелевина и Ширянова.
- 2002 год — окончил Московский государственный социальный университет (ныне — РГСУ)[1][6].
- С апреля 2005 года — федеральный комиссар молодёжного движения «Наши»[6]. Якеменко назвал движение «антифашистским», заявив, что его задачей является искоренение «союза олигархов и антисемитов, нацистов и либералов»[9].
- 10 октября 2007 года назначен руководителем Государственного комитета по делам молодёжи[6][10], реформированного позже в Федеральное агентство по делам молодёжи.
- С декабря 2007 года[11] ему запрещён въезд в страны Шенгенского договора по требованию Эстонии, обвинившей Василия Якеменко в организации нападения на посла Эстонии в РФ Марину Кальюранд[12].
- Якеменко является основателем, соорганизатором и вдохновителем ежегодного молодёжного форума Селигер, который проводится с 2005 года.
- В 2012 году заявил, что создаст новую партию под названием «Партия Власти», которая будет бороться с «Единой Россией», однако она будет поддерживать Путина[13].
- 13 июня 2012 года председатель правительства России Дмитрий Медведев подписал указ об увольнении Якеменко с поста главы Росмолодёжи[14].
- 25 декабря 2012 года в интервью заявил, что создание политической партии под названием «Партия Власти» остановлено из-за отсутствия интереса со стороны кремлёвской администрации[15].
- В 2013 году с 17 по 19 мая на форуме Селигер провёл VI съезд движения НАШИ под своим руководством, однако ряд комиссаров новой волны под руководством руководителя центрального аппарата Артура Омарова и бывшего пресс-секретаря движения Кристины Потупчик отказались от участия в майском съезде Василия Якеменко, декларировавшим участие в несистемной оппозиции. Упомянутые комиссары заявили, что это личное мероприятие Василия Якеменко, которое они не поддерживают и на него не прибудут. После этого заявления они были исключены из движения[16][17].

### Вне политики
После ухода из политики вернулся в бизнес, организовал в 2012 г. сеть кафе «Ешь пирог», после вместе с супругой и бывшей активисткой «Наших» Наталией Урсу в 2015 г. занялся развитием спортивного обучения — проекта «Адвокат тела».
В 2017 году вместе с политтехнологом Ефимом Островским организовал сетевой маркетинг «Школа великих книг» (впервые подобная инициатива была озвучена в 2013 году на встрече с бывшими комиссарами движения «Наши»), в котором принял участие ряд бывших «нашистов». Участникам предлагается «учиться читать» и обсуждать на регулярных встречах 12 книг из списка, составленного лично Якеменко (среди них произведения Эрика Берна («Игры, в которые играют люди» и «Люди, которые играют в игры»), Конрада Лоренца («Агрессия»), Мортимера Адлера («Как читать книги»), Владимира Проппа («Морфология сказки») и другие). Стоимость членства разнится от 1 тыс. руб. за пробную встречу до 84 тыс. за годовой абонемент для семейной пары. Помимо Якеменко в проекте работало 30 воспитанных лично им «волшебных помощников» («помощников первого стола»), которые были зарегистрированы индивидуальными предпринимателями (самой «Школы великих книг» в юридическом смысле не существует).
В начале 2025 года было опубликовано интервью Якеменко с блогером Роженьковым. В интервью о движении «Наши» Якеменко заявил, что движение создавали как инструмент лояльности, подавления и пропаганды, а распалось оно, потому что не решало тех задач, за которые ему платили. Движение не смогло подавить протесты оппозиции после выборов в Госдуму 2011 года. Якеменко признался, что «заработал много денег» и «отложил адское количество денег».

## Личная жизнь
Женат, есть двое сыновей. Жена, Мария Соболева, в 2010 году была федеральным руководителем фитнес-проекта Федерального агентства по делам молодёжи «Беги за мной».
Любит классическую музыку, играть на гитаре и в настольный теннис.
Живёт в Баварии, где с 2012 года имеет свой дом и участок 50 гектаров.

## Критические публикации в его адрес
В печати сообщалось, что Василий Якеменко:
- В 1994 году стал одним из соучредителей фирмы ТОО «Акбарс». Остальные соучредители — руководители крупной ОПГ «29-й комплекс», впоследствии осуждённые за многочисленные преступления[29][30].
- Ввёл в заблуждение премьер-министра Владимира Путина по вопросу внедрения программы физической подготовки школьников[31].
- В своём интернет-дневнике высказал свою точку зрения на ситуацию вокруг избиения журналиста Кашина, назвав того «зомби», «человеком-невидимкой», «ящерицей» и «йогом», в то время как Кашин находился в больнице в тяжёлом состоянии. Ранее именно Кашин привлёк внимание публики к переписке Якеменко с Анастасией Корчевской[32][33].
- Обеспечивает финансирование своих проектов (в том числе движению «Наши») средствами государственного бюджета, используя для этого свои полномочия на посту руководителя Федерального агентства по делам молодёжи.

«Ведомости» решили посчитать, сколько тратит на «Наших» государство. Для этого мы проанализировали данные реестра госконтрактов и операторов президентских грантов. Получилось, что в 2007—2010 гг. по госконтрактам и в виде грантов «Наши» получили 26 млн руб., а организации, созданные при участии их нынешних и бывших лидеров, — 441 млн руб. … Всего выходит 467 млн руб. … Интересно, что большая часть денег — 347 млн руб. — досталась «Нашим» по госконтрактам, заключённым с Федеральным агентством по делам молодёжи (Росмолодёжь), которое при его создании в 2008 г. возглавил Якеменко. В 2009 г. было 116 млн из 588 млн руб. всех госконтрактов Росмолодёжи, а в 2010 г. — 231 млн из 430 млн руб.

- По мнению Антона Ключкина из Ленты.ру, отставка Василия Якеменко с поста главы Федерального агентства по делам молодежи связана с тем, что российской власти больше не нужны ни он, ни дискредитированные прокремлёвские молодёжные движения, созданные Якеменко[35].

## Суды
21 июня 2011 года проиграл поданный в Хамовнический суд иск к Олегу Кашину, Александру Морозову, газете «Новые Известия» о защите чести, достоинства и деловой репутации.
28 февраля 2012 года Савёловский районный суд Москвы удовлетворил претензии Якеменко к галеристу Марату Гельману и интернет-изданию Газета.Ru. В ранее размещённой в этом издании статье Гельман назвал Якеменко заказчиком избиения Кашина. Суд обязал галериста в течение месяца опубликовать в Twitter и ЖЖ опровержение этой информации и выплатить главе Росмолодёжи 100 тыс. рублей.

## Награды
- Орден Почёта (23 апреля 2008 года) — за информационное обеспечение и активную общественную деятельность по развитию гражданского общества в Российской Федерации[38].

## Фильмография
- 2012 — д/ф Поцелуй Путина — режиссёр Лизе Бирк Педерсен.
- 2012 — д/ф Срок — режиссёры Алексей Пивоваров, Павел Костомаров и Александр Расторгуев.